# Ride It (Jay Sean)
Ride It è un brano musicale del cantante britannico Jay Sean, pubblicato come primo singolo estratto dal suo album My Own Way il 21 gennaio 2008. Il singolo ha raggiunto l'undicesima posizione della Official Singles Chart, ed ha avuto un buon successo anche in Russia, Bulgaria e Romania. Una versione in hindi è stata inserita nell'edizione indiana di My Own Way.

## Tracce
CD1 Island / 1748515
1. Ride It [Radio Edit] - 3:09
2. Just a Friend - 3:03

CD2 Island / 1748657
1. Ride It [Radio Edit] - 3:32
2. Ride It [Desi Remix] - 4:48
3. Ride It [Sunship Remix] - 5:51
4. Ride It [Ishi Remix] - 3:26
5. Ride It [Video plus extras] - 3:26

## Classifica
| Classifica (2008)                     | Posizione più alta |
| ------------------------------------- | ------------------ |
| European Hot 100 Singles              | 41                 |
| Regno Unito (Official Charts Company) | 11                 |

## Altre versioni
Nel 2019 viene pubblicata una versione remix del brano realizzata dal DJ kosovaro Regard che, grazie al social TikTok, riesce a riscuotere un notevole successo internazionale.